# Keisen
Keisen (桂川町, Keisen-machi) est un bourg du district de Kaho, dans la préfecture de Fukuoka, au Japon.

## Géographie

### Démographie
Au 1er août 2014, la population de Keisen s'élevait à 13 541 habitants répartis sur une superficie de 20,07 km2.